# Run to the Hills (Klara Hammarström)
Run to the Hills è un singolo della cantante svedese Klara Hammarström, pubblicato il 26 febbraio 2022 su etichetta discografica Warner Music Sweden.

## Descrizione
Con Run to the Hills la cantante ha preso parte a Melodifestivalen 2022, la competizione canora svedese utilizzata come processo di selezione per l'Eurovision Song Contest. È la sua terza partecipazione dopo le edizioni 2020 e 2021. Essendo risultata la più votata dal pubblico fra i sette partecipanti alla sua semifinale, ha avuto accesso diretto alla finale, dove si è piazzata al 6º posto su 12 partecipanti con 83 punti totalizzati.

## Tracce
1. Run to the Hills – 2:55 (Jimmy "Joker" Thörnfeldt, Julie Aagaard, Anderz Wrethov, Klara Hammarström)
2. Beat of Broken Hearts – 3:02 (David Kreuger, Fredrik Kempe, Niklas Carson Mattson, Andreas Wijk)

## Classifiche

### Classifiche settimanali
| Classifica (2022) | Posizione massima |
| ----------------- | ----------------- |
| Svezia            | 1                 |

### Classifiche di fine anno
| Classifica (2022) | Posizione |
| ----------------- | --------- |
| Svezia            | 21        |